# Orangeblaufink
Der Orangeblaufink (Passerina leclancherii) ist eine Vogelart aus der Familie der Kardinäle (Cardinalidae). Diese endemische Art hat ein großes, jedoch auf Mexiko beschränktes Verbreitungsgebiet. Der Bestand wird von der IUCN als nicht gefährdet eingeschätzt.

## Merkmale
Der Orangeblaufink erreicht eine Körperlänge von etwa 11,5 bis 12,5 Zentimetern. Der Kopf und die Oberseite des Männchens sind cyan bis türkisblau, wobei sich die gelbgrüne Krone davon deutlich abhebt. Der Bereich zwischen Schnabel und Auge (Zügel) und die Augenringe sind gelb. Die gelbe Kehle sowie der Rest der Unterseite wird nur an der Brust durch eine orange-gelbe Färbung ersetzt.
Der Kopf sowie die Oberseite des Weibchens sind grünlich, mit ebenfalls gelben Zügeln und Augenringen. Um die Ohren findet sich oft ein verwaschenes Türkis, während die Oberschwanzdecken wiederum stumpf türkis wirken. Die Flügel sowie der Schwanz sind etwas dunkler und haben matte türkisblaue Ränder. Die gesamte Unterseite ist gelb. Das Gefieder des Männchens wirkt viel farbintensiver als das des Weibchens, bei dem das Federkleid eher pastellfarbene Töne aufweist.
Männliche Immature sind im Durchschnitt etwas heller als ausgewachsene Orangeblaufinken, und die Brust ist deutlicher orange gefärbt. Die weiblichen Immaturen sind an Kopf und Oberseite eher mattgrau. An der Brust sind sie etwas dunkler.

## Verbreitung und Lebensraum
Sie bewegen sich in trockenen bis halbtrockenen Dornenwäldern, gestrüppartigem laubabwerfendem Waldgebiet und deren Ränder sowie überwachsenen Waldlichtungen in Höhen bis zu 1200 Meter.

## Verhalten
Ihre Nester aus Pflanzenmaterialien bauen sie sowohl in Büschen als auch in Bäumen. Ein Gelege besteht normalerweise aus 2 bis 5 Eiern. Mit ihrem kräftigen Schnabel fressen sie vorzugsweise Samen, doch zählen auch Insekten zu ihrer Nahrung. Man beobachtet sie oft in Paaren oder kleineren Gruppen, wo sie sich vorzugsweise am Boden bzw. bodennah bewegen.

## Unterarten
Es sind zwei Unterarten beschrieben, die sich vor allem in ihrer Größe und ihrem Verbreitungsgebiet unterscheiden:
- Passerina leclancherii leclancherii Lafresnaye, 1840[1]. Die Nominatform kommt an den Pazifikhängen vom Süden Nayarits bis in den Westen Chiapas vor. Weiter im Landesinneren findet man sie in der Sierra Madre del Sur am Abfluss des Río Balsas im Bundesstaat Guerrero bis in den Westen Pueblas.
- Passerina leclancherii grandior Griscom, 1934. Diese Subspezies, die im Bundesstaat Oaxaca vorkommt, ist deutlich größer als die Nominatform. Insbesondere die Flügel sind deutlich länger bei beiden Geschlechtern.[2]

## Etymologie und Forschungsgeschichte

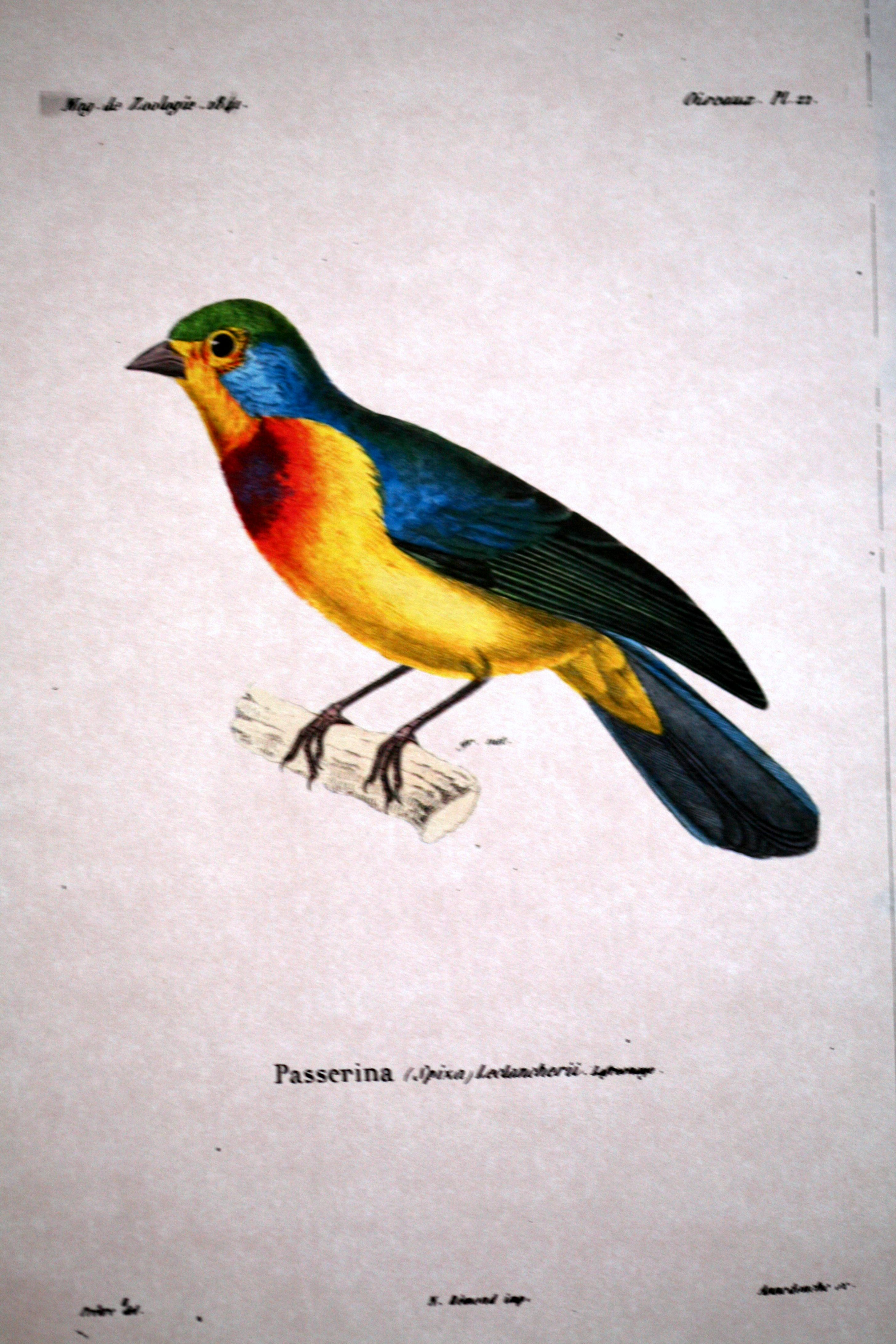
Bild von Jean-Gabriel Prêtre: Orangeblaufink

Frédéric de Lafresnaye beschrieb den Vogel unter dem heute gültigen Namen Passerina (sub-gen. Spiza, Bonap.) leclancherii. Das Typusexemplar stammte aus Acapulco und wurde von dem französischen Arzt, Naturforscher und Forschungsreisenden Charles Réné Augustin Léclancher (1804–1857) von einer Reise mit dem Schiff La Vénus mitgebracht. Eine Illustration des Vogels erfolgte 1841 im Magasin de Zoologie; das Bild stammte von dem französischen Künstler Jean-Gabriel Prêtre (1768–1849), die Gravur fertigte Christophe Annedouche (1803–1866) und der Druck erfolgte durch N. Rémond. Die Vénus war in den Nordpazifik geschickt worden, um die dortige Walindustrie zu erforschen und den französischen Einfluss in diesem Gebiet zu erweitern. Die Forschungsreise führte über die Galápagos-Inseln nach Hawaii, Kalifornien und Mexiko zur Westküste Südamerikas und dauerte von 1836 bis 1839.
Das lateinische Wort »Passerina« steht für »sperlingsartig«. Das Artepitheton »leclancherii« ist eine Ehrung des Entdeckers. Das Wort »grandior« ist lateinisch und bedeutet »größer«.